# Brigante se more
Brigante se more è un album del gruppo Musicanova che contiene alcuni dei loro brani più famosi. È la colonna sonora dello sceneggiato televisivo L'eredità della priora, tratto dall'omonimo romanzo di Carlo Alianello e andato in onda sulla RAI nel 1980.
Dall'album fu tratto il 45 giri Brigante se more/Quanno sona la campana.

## Tracce
Musiche di Eugenio Bennato, tranne dove indicato diversamente.
1. Brigante se more (La lotta) – 2:08 (C. D'Angiò, E. Bennato)
2. Canzone per Iuzzella (L'amore) – 2:47 (C. D'Angiò, E. Bennato)
3. Vulesse addeventare nu brigante (I) (La sfida) – 2:55
4. Quanno sona la campana (La fuga) – 2:34
5. Quanno 'o Sole è ddoce (L'emigrazione) – 2:55
6. Moresca terza (La magia) – 3:00 (E. Bennato, A. Nerone)
7. Vulesse addeventare nu brigante (II) (La promessa) – 1:51
8. Quanno sona la campana (strumentale) – 2:08
9. Tema di Isabellina – 2:37
10. Canzone per Iuzzella (strumentale) – 2:21
11. Tema per flauto dolce – 1:18
12. Il cammino del brigante – 3:21
13. Il brigante Carmine Crocco – 1:37
14. Moresca terza (strumentale) – 2:38 (E. Bennato, A. Nerone)
15. A la terra di Basilicata – 3:50

## Brigante se more
Il celebre pezzo Brigante se more, che ha dato il titolo all'album, è stato ripreso da innumerevoli gruppi di musica folk grazie alla sua tipica sonorità popolare. Proprio questo metterebbe in discussione la sua paternità, per alcuni (vedi in basso), sarebbe di origine popolare, mentre per altri, sarebbe attribuibile ad Eugenio Bennato. Durante un'intervista, a una domanda che metteva in dubbio la sua paternità relativa al testo della canzone, Eugenio Bennato così rispose:
(Eugenio Bennato, intervista ad Il Sannio Quotidiano, 24-09-2002)
Eugenio Bennato ha scritto il libro "Brigante se more - Viaggio nella musica del Sud" per spiegare la storia di questa ormai celebre canzone.
Eugenio Bennato è autore di altri testi sul tema del brigantaggio come Ninco Nanco, Il Sorriso di Michela e Vulesse addeventare nu Brigante.
La versione del brano comunemente nota come Libertà è considerabile un inno plausibile del tempo. Ancora, in un recente libro chiamato Briganti e partigiani si riconferma questa origine popolare. Tutto questo indicherebbe che la canzone di Bennato sia un rimaneggiamento di una più vecchia canzone popolare.

## Formazione
- Carlo D'Angiò (musicista) - voce (solista nelle tracce 1 e 7),
- Eugenio Bennato - voce (solista in Vulesse addeventare nu brigante (I)), chitarra, armonica
- Andrea Nerone - voce
- Maria Luisa Cangiano - voce solista (in Canzone per Iuzzella)
- Loredana Mauri - voce solista (in Quanno sona la campana)
- Francesco Tiano - voce solista (in Quanno 'o Sole è ddoce)
- Alfio Antico - tamburello basco
- Gigi De Rienzo - mandoloncello
- Aldo Mercurio - contrabbasso
- Pippo Cerciello - viola, violino
- Nando Caccaviello - violoncello
- Antonio Stotuti - tromba
- Robert Fix - sassofono soprano
- Enzo Avitabile - ciaramella, flauto